# Nordische Badmintonmeisterschaft 1964
Die Nordische Badmintonmeisterschaft 1964 fand in Kopenhagen statt. Es war die dritte Auflage dieses internationalen Badmintonwettbewerbs der skandinavischen Staaten.

## Finalresultate
| Disziplin    | Sieger                                        | Finalist                                    | Ergebnis     |
| ------------ | --------------------------------------------- | ------------------------------------------- | ------------ |
| Herreneinzel | Erland Kops                                   | Knud Aage Nielsen                           | 15–5, 15–7   |
| Dameneinzel  | Ulla Rasmussen                                | Pernille Mølgaard Hansen                    | 11–8, 11–3   |
| Herrendoppel | Ole Mertz Jesper Sandvad                      | Torben K. Rasmussen Flemming Steen Sørensen | 15–12, 15–3  |
| Damendoppel  | Lizbeth von Barnekow Pernille Mølgaard Hansen | Karin Jørgensen Ulla Rasmussen              | 15–11, 18–14 |
| Mixed        | Finn Kobberø Ulla Rasmussen                   | Ole Mertz Annette Rye                       | 15–6, 15–12  |